# (22156) Richoffman
(22156) Richoffman (2000 WQ94) – planetoida z pasa głównego asteroid okrążająca Słońce w ciągu 3,5 lat w średniej odległości 2,3 j.a. Odkryta 21 listopada 2000 roku.